# Vatican News
Vatican News è una testata giornalistica in rete della stampa ufficiale della Città del Vaticano. Ha sede nello Stato della Città del Vaticano in piazza Pia n. 3, sede anche della Radio Vaticana.
La lingue delle edizioni sono trentaquattro.

## Caratteristiche
Vatican News debutta il 16 dicembre 2017, due anni e mezzo dopo il 27 giugno 2015, data in cui, con motu proprio, papa Francesco istituisce la Segreteria per la comunicazione, oggi Dicastero per la comunicazione, con lo scopo di unificare e ottimizzare la comunicazione vaticana.
Vatican News, superando il concetto di semplice convergenza digitale, intende rispondere e in un certo senso anticipare, i continui cambiamenti di luogo e forma della comunicazione. Si esprime ed interagisce su un piano multilinguistico, multiculturale, multicanale, multimediale e multidevice.
La gestione è affidata al Dicastero per la comunicazione della Curia romana. Il direttore editoriale è Andrea Tornielli. Dal 2 settembre 2019, Massimiliano Menichetti è il responsabile della testata Radio Vaticana - Vatican News.

## Redazione
L'offerta è stata creata nello stile di una rivista online e suddivisa in quattro temi: il Papa, la Santa Sede, le Chiese locali e la Chiesa cattolica universale.
Vatican News impiega uno staff di 650 persone, più della metà delle quali ha lavorato in precedenza alla Radio Vaticana.
L'editore era inizialmente composto da sei sezioni linguistiche (italiano, inglese, francese, tedesco, spagnolo e portoghese). Tuttavia, in seguito sono state aggiunte più di 30 lingue. I redattori creano insieme tutti i contenuti.
Oltre ai testi presenti sul sito web ufficiale e sulle pagine dei social media, è ancora disponibile una serie di servizi radiofonici. Un programma in italiano può essere ascoltato in FM a Roma con il nome di Radio Vaticana Italia e in DAB+ in tutta Italia. Ci sono anche pubblicazioni video e trasmissioni in diretta.

## Obiettivi
Il portale vuole rispondere “sempre meglio alle esigenze della missione della Chiesa” nella cultura contemporanea, con l’obiettivo di “comunicare il Vangelo della misericordia a tutte le genti” nelle diverse culture. Criterio guida è “quello apostolico, missionario, con una speciale attenzione alle situazioni di disagio, di povertà, di difficoltà” .